# کارل نویکیرش
کارل نویکیرش (آلمانی: Karl Neukirch؛ ۳ نوامبر ۱۸۶۴ – ۲۶ ژوئن ۱۹۴۱) یک ژیمناست هنری اهل آلمان بود.
از افتخارات وی می‌توان به کسب مدال طلا پارالل تیمی و بارفیکس تیمی در بازی‌های المپیک تابستانی ۱۸۹۶ اشاره کرد.